# Мицугу Номура
Мицугу Номура (на японски: 野村 貢) е японски футболист.

## Национален отбор
Записал е и 12 мача за националния отбор на Япония.
| Япония | Япония | Япония |
| Година | Мачове | Голове |
| ------ | ------ | ------ |
| 1981   | 8      | 0      |
| 1982   | 4      | 0      |
| Общо   | 12     | 0      |